# Eigenheim (2021)
Eigenheim (engl. Titel: Rooms) ist ein deutscher Kurzfilm und Übungsfilm im Rahmen des Studiums an der Filmhochschule München von Welf Reinhart. Der Film wurde 2022 mit einem Studentenoscar in Silber in der Kategorie Narrative der Academy of Motion Picture Arts and Science in Los Angeles ausgezeichnet. Der Film ist eine Koproduktion mit dem Bayerischen Rundfunk und ist nach der Fernsehausstrahlung am 29. September 2022 im Rahmen der Kurzfilmnacht des BR Fernsehens in der ARD Mediathek und der BR Mediathek Online bis zum 28. Dezember 2022 verfügbar.  Er erhielt das Prädikat „besonders wertvoll“ von der Deutschen Film- und Medienbewertung.

## Handlung
Das Seniorenpaar Monika und Werner Baland lebt in einer kleinen Dreizimmerwohnung, als sie von der neuen Vermieterin eine Eigenbedarfskündigung überreicht bekommen. Die junge Mutter möchte selbst mit ihrer Familie einziehen. Doch die Wohnungssuche stellt sich für das Seniorenpaar als außerordentlich schwierig dar. Als dann noch die Gerichtsvollzieherin vor der Tür steht, bleiben dem Ehepaar nur noch ein paar Wochen Zeit um eine neue Wohnung zu finden und der Zwangsräumung zu entgehen. Während Monika mit allen Mitteln um eine Wohnung kämpft, sieht Werner zunehmend seine Würde als Mensch bedroht.

## Auszeichnungen
- Student Academy Award der Academy of Motion Picture Arts and Sciences in Silber in der Kategorie Narrative[5]
- International Audience Award des 25. Brussels Short Film Festival, BSFF[6]
- Special Mention beim 19. In The Palace International Short Film Festival, Pernik[7]
- Publikumspreis beim 19. Mitteldeutsches Kurzfilmfestival, Kurzsüchtig, Leipzig[8]
- Prädikat „besonders wertvoll“ von der Deutschen Film- und Medienbewertung.[4]

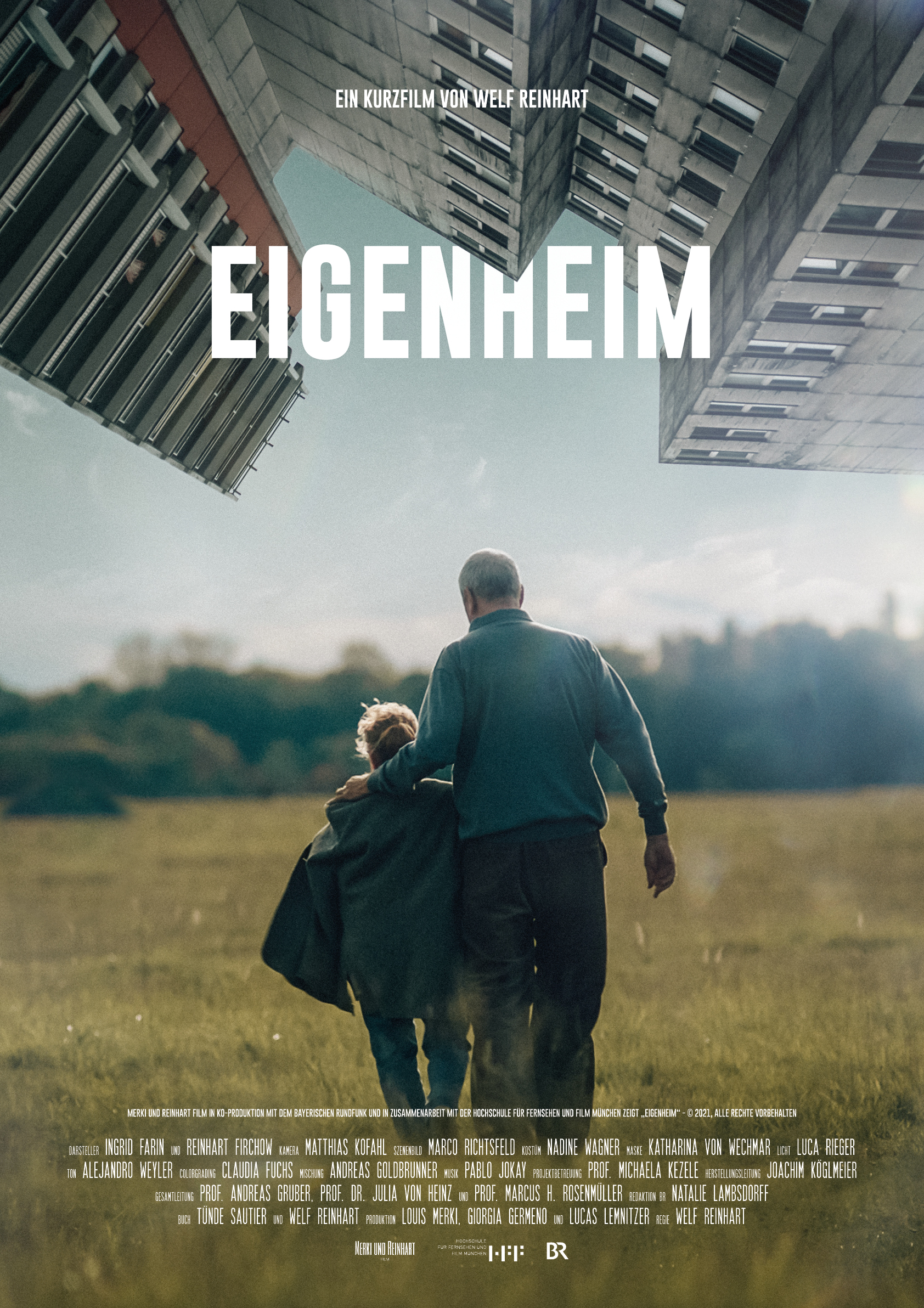
Filmposter Eigenheim

## Aufführungen bei Filmfestivals
- 29. EnergaCAMERIMAGE – Toruń, 13.–20. November 2021 (Unterstützt von German Films)[9]
- 19. Bogotá Short Film Festival – Bogotá, 7.–14. Dezember 2021
- 28. Internationale Kurzfilmwoche Regensburg – 18.–27. März 2022
- 34. Filmfest Dresden – 15.–20. April 2022[10]
- 44. Biberacher Filmfestspiele, 1. November – 6. November 2022
- 21. FILMZ – Festival des deutschen Kinos, Mainz, 03. November – 13. November 2022
- 20. Flensburger Kurzfilmtage, 16. November – 19. November 2022[11]
- 41. Filmschoolfest München, 13. November – 19. November 2022